# Javier Portillo
Javier Garcia Portillo (30 maart 1982, Aranjuez) is een voormalige Spaanse voetballer, die in het seizoen 2005-2006 voor Club Brugge speelde, op uitleenbasis van Real Madrid.

## Clubcarrière
Portillo brak in de jeugd vroeg als spits door bij CD San Isidro en kon zo in het seizoen 1994-95 naar de cantera van Real Madrid, waar hij in het team Infantile B werd opgenomen. Hij demonstreerde direct waarom hij een toekomst zou hebben in de club: hij scoorde 42 goals in de competitie en 33 in andere wedstrijden. Het volgende seizoen zou hij daar respectievelijk 79 en 68 maal scoren. Gedurende zeven opeenvolgende seizoenen zou hij de grootste doelpuntenmaker worden in elke jeugdcategorie waarin hij speelde. In het seizoen 2000-01 leidde dit scorende vermogen hem naar het derde en het tweede elftal: hij scoorde 29 maal in 18 wedstrijden voor het derde en 18 maal in 14 wedstrijden voor het tweede team van Real Madrid. Uiteindelijk scoorde hij bijna 700 goals bij de jeugd- en reserveteams waarvoor hij speelde.
In maart 2002 debuteerde hij voor het eerste team, waarbij hij meteen scoorde. Het ging om een uitwedstrijd in de Champions League tegen Panathinaikos.
In 2004 werd hij uitgeleend aan Fiorentina, waar hij niet steeds aan spelen en scoren toekwam. In het seizoen 2005-06 werd hij uitgeleend aan Club Brugge, dat ook een aankoopoptie op Portillo had bedongen. Club lichtte deze optie niet vanwege de te hoge prijs die Real aanvankelijk vroeg. Bij het begin van het seizoen 2006-07 waren vele clubs geïnteresseerd in de Spaanse aanvaller, en uiteindelijk verkaste Portillo naar de Spaanse neo-eersteklasser Gimnàstic de Tarragona. Ondanks een goed seizoen van Portillo degradeerde Gimnàstic kansloos. Portillo bleef echter behouden in de Primera División: hij tekende een vierjarig contract bij Osasuna. In 2010 tekende hij bij de Spaanse tweedeklasser Hércules CF omdat hij in de heenronde geen basisstek kon veroveren.
Op 28 december 2015 kondigde hij op 33-jarige leeftijd zijn afscheid aan.

## Clubstatistieken
| Seizoen | Club                | Land            | Competitie         | Competitie | Competitie | Beker | Beker | Internationaal | Internationaal | Totaal | Totaal |
| Seizoen | Club                | Land            | Competitie         | Wed.       | Dlp.       | Wed.  | Dlp.  | Wed.           | Dlp.           | Wed.   | Dlp.   |
| ------- | ------------------- | --------------- | ------------------ | ---------- | ---------- | ----- | ----- | -------------- | -------------- | ------ | ------ |
| 2001/02 | Real Madrid         | Vlag van Spanje | Primera División   | 0          | 0          | 0     | 0     | 1              | 1              | 1      | 1      |
| 2002/03 | Real Madrid         | Vlag van Spanje | Primera División   | 10         | 5          | 6     | 8     | 7              | 1              | 23     | 14     |
| 2003/04 | Real Madrid         | Vlag van Spanje | Primera División   | 18         | 1          | 7     | 1     | 4              | 0              | 29     | 2      |
| 2004/05 | → ACF Fiorentina    | Vlag van Italië | Serie A            | 11         | 1          | 6     | 3     | —              | —              | 17     | 4      |
| 2004/05 | Real Madrid         | Vlag van Spanje | Primera División   | 3          | 0          | 1     | 0     | 0              | 0              | 4      | 0      |
| 2005/06 | → Club Brugge       | Vlag van België | Jupiler Pro League | 24         | 8          | 0     | 0     | 7              | 3              | 31     | 11     |
| 2006/07 | Gimnàstic Tarragona | Vlag van Spanje | Primera División   | 34         | 11         | 2     | 1     | —              | —              | 36     | 12     |
| 2007/08 | CA Osasuna          | Vlag van Spanje | Primera División   | 18         | 2          | 2     | 0     | —              | —              | 20     | 2      |
| 2008/09 | CA Osasuna          | Vlag van Spanje | Primera División   | 20         | 1          | 2     | 0     | —              | —              | 22     | 1      |
| 2009/10 | CA Osasuna          | Vlag van Spanje | Primera División   | 2          | 0          | 1     | 0     | —              | —              | 3      | 0      |
| 2009/10 | Hércules CF         | Vlag van Spanje | Segunda División A | 16         | 5          | 2     | 0     | —              | —              | 18     | 5      |
| 2010/11 | Hércules CF         | Vlag van Spanje | Primera División   | 26         | 1          | 2     | 1     | —              | —              | 28     | 2      |
| 2011/12 | → UD Las Palmas     | Vlag van Spanje | Segunda División A | 34         | 8          | 1     | 0     | —              | —              | 35     | 8      |
| 2012/13 | Hércules CF         | Vlag van Spanje | Segunda División A | 40         | 17         | 1     | 0     | —              | —              | 41     | 17     |
| 2013/14 | Hércules CF         | Vlag van Spanje | Segunda División A | 38         | 10         | 0     | 0     | —              | —              | 38     | 10     |
| 2014/15 | Hércules CF         | Vlag van Spanje | Segunda División B | 36         | 9          | 1     | 1     | —              | —              | 37     | 10     |
| 2015/16 | Hércules CF         | Vlag van Spanje | Segunda División B | 13         | 0          | 1     | 0     | —              | —              | 14     | 0      |
| Totaal  | Totaal              | Totaal          | Totaal             | 343        | 79         | 35    | 15    | 19             | 5              | 397    | 99     |

## Erelijst
| Competitie            |             |             |             |             |
| Competitie            | Aantal      | Jaren       |             |             |
| Real Madrid           | Real Madrid | Real Madrid | Real Madrid | Real Madrid |
| --------------------- | ----------- | ----------- | ----------- | ----------- |
| Internationaal        |             |             |             |             |
| UEFA Champions League | 1x          | 2001/02     |             |             |
| UEFA Super Cup        | 1x          | 2002        |             |             |
| Nationaal             |             |             |             |             |
| Primera División      | 1x          | 2002/03     |             |             |
| Supercopa de España   | 1x          | 2003        |             |             |
| Club Brugge           |             |             |             |             |
| Belgische Supercup    | 1x          | 2005        |             |             |